# Stichting Volkskracht
De Stichting Bevordering van Volkskracht werd op 7 november 1923 opgericht door de Rotterdamse cargadoor Willem Simon Burger. 
W.S. Burger werd in 1853 in Rotterdam geboren en overleed kinderloos in 1933. Bij zijn overlijden was de Stichting enig erfgenaam van zijn vermogen van in totaal ruim ƒ 2.700.000. 
Het doel van de stichting is: 'de bevordering van den geestelijken en lichamelijken welstand der mingegoede bevolking van Rotterdam'. Volkskracht moet hierbij strikte onpartijdigheid in acht nemen ten aanzien van religieuze en staatkundige stromingen, en onthoudt zich van steun aan instellingen van godsdienstige of staatkundige richting.